# 克塞恩河
50°1′49.89″N 12°9′27.55″E / 50.0305250°N 12.1576528°E

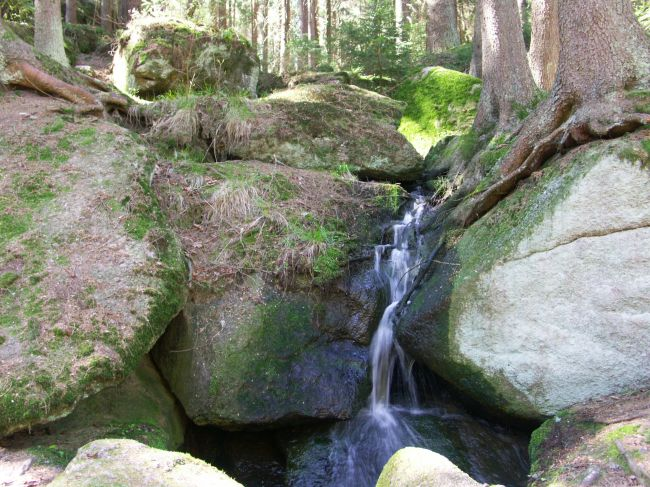

克塞恩河（德語：Kössein），是德國的河流，位於該國東南部，由巴伐利亞負責管轄，屬於勒斯勞河的支流，河道全長19.1公里，流域面積94.4平方公里，流經菲希特爾山脈。